# Pauline Betz
Pauline May Betz, från 1949 gift Addie, född 6 augusti 1919 i Dayton, Ohio, död 31 maj 2011 i Potomac, Maryland, var en amerikansk tennisspelare.
Pauline Betz upptogs 1965 i International Tennis Hall of Fame.

## Tenniskarriären
Pauline Betz hör till de främsta tennisspelarna genom tiderna, men också till dem som hade oturen att stå på höjden av sitt kunnande under andra världskriget. Hon kunde därför under sin karriär bara spela ett begränsat antal turneringar utanför USA. Dessutom satte på hösten 1946 en konflikt mellan henne och US Lawn Tennis Association, USLTA, rörande hennes amatörstatus, punkt för hennes amatörkarriär. Hon blev då proffsspelare (1947), och som sådan var hon förbjuden att ställa upp i Grand Slam-turneringar. Först från 1968, då tennisens Open Era inleddes genom ett framtvingat beslut av the International Tennis Federation (ITF), fick såväl proffs som amatörer delta i Grand Slam-turneringar. 
Pauline Betz vann som amatör singeltiteln i Grand Slam-turneringar fem gånger och mixed dubbel-titeln en gång. Hon rankades som världsetta 1946.
År 1946 mötte hon Louise Brough i finalen i Wimbledonmästerskapen. Hon vann med 6-2, 6-4, och blev därmed första kvinnliga singelmästare i de då, efter andra världskrigets slut återupptagna mästerskapen. Under kriget hade hon bara möjlighet att spela i hemlandet. Hon nådde därvid finalen i Amerikanska mästerskapen 1941-46. Hon vann 1942 och 1943, båda gångerna över Louise Brough. År 1944 vann hon finalen över Margaret duPont (6-3, 8-6). Sin sista singeltitel tog hon 1946 i Amerikanska mästerskapen efter finalseger över Doris Hart (11-9, 6-3). Mixed dubbeltiteln vann hon i Franska mästerskapen i par med Budge Patty. 
Pauline Betz blev amerikansk mästare inomhus fyra gånger. Hon deltog i det amerikanska Wightman Cup-laget 1946. 

## Spelaren och personen
Pauline Betz var en mycket lättrörlig spelare som har beskrivits som den snabbaste någonsin på banan. Trots sin snabbhet hade hon full kontroll över sina rörelser och spelade alltid disciplinerat. Hennes grundslag var kraftfulla, och hennes backhand var särskilt effektiv. Hon lärde sig tennisspelets grunder i Los Angeles där hon växte upp. Hon uppmuntrades att spela tennis av sin mor, som var idrottslärare. Hon fick också tennislektioner av modern. Pauline har själv berättat att hon redan som 11-åring börjat tävla i olika turneringar, och att hon ända från början tyckte om att tävla. 
Pauline Betz blev berövad sitt amatörstatus på mycket lösa grunder. Det sägs att hon endast preliminärt diskuterat villkoren för proffsspel, och blev för detta avstängd av USLTA från vidare spel i amatörtävlingar. Hon signerade då ett proffskontrakt med Bobby Riggs proffscirkus, och spelade sedan framgångsrikt uppvisningsmatcher. Hon har själv beskrivit proffsvillkoren som hårda, förutom spel i princip varje dag, förväntades spelarna själva sköta hushållsbestyr, som att laga mat och tvätta under turneringarna. Efter avslutad aktiv karriär blev Pauline Betz tennislärare.
Hon skrev böckerna "Wings on my tennis shoes" och "Tennis for teenagers". Hon gifte sig 1949 med sportjournalisten Bob Addie, med vilken hon fick fem barn. Betz avled den 31 maj 2011.

## Grand Slam-finaler, singel (8)

### Titlar (5)
| År   | Mästerskap                  | Finalmotståndare        | Setsiffror    |
| 1942 | Amerikanska mästerskapen    | Louise Brough           | 4-6, 6-1, 6-4 |
| 1943 | Amerikanska mästerskapen(2) | Louise Brough           | 6-3, 5-7, 6-3 |
| 1944 | Amerikanska mästerskapen(3) | Margaret Osborne duPont | 6-3, 8-6      |
| 1946 | Wimbledonmästerskapen       | Louise Brough           | 6-2, 6-4      |
| 1946 | Amerikanska mästerskapen(4) | Doris Hart              | 11-9, 6-3     |

### Finalförluster (engelska; runner-ups) (3)
| År   | Mästerskap               | Finalmotståndare        | Setsiffror     |
| 1941 | Amerikanska mästerskapen | Sarah Palfrey           | 7-5, 6-2       |
| 1945 | Amerikanska mästerskapen | Sarah Palfrey           | 3-6,, 8-6, 6-4 |
| 1946 | Franska mästerskapen     | Margaret Osborne duPont | 1-6, 8-6, 7-5  |

## Övriga Grand Slam-titlar
- Franska mästerskapen
  - Mixed dubbel - 1946